# Perclorato de nitrônio
Perclorato de nitrônio, NO2ClO4 também conhecido como perclorato de nitrilo é um composto inorgânico, um sal de cátion nitrônio e anion perclorato, forma cristais incolores monoclínicos. É higroscópico e um forte agente oxidante e nitrante.Pode ser hipergólico em contato com material orgânico.
Já foi investigado o uso do perclorato e nitrônio como oxidante em propelentes sólidos de foguetes. Thomas N. Scortia entrou com um pedido de patente para tal propelente em 1963. Entretanto sua extrema reatividade e incompatibilidade com muitos materiais dificultou seu uso. O revestimento de perclorato de nitrônio com partículas de nitrato de amônio preparadas in situ passando amônia sobre o mesmo, foi pesquisado, e uma patente foi recebida. 
A taxa de decomposição do perclorato de nitrônio pode ser alterada dopando-o com cátions multivalentes. 
Perclorato de amônio e perclorato de nitrônio não produzem fumaça quando queimados com combustíveis. Perclorato de potássio e outros percloratos de metais produzem fumaça, pois um dos produtos de sua decomposição são cloretos metálicos tais como cloreto de sódio e cloreto de potássio, os cloretos formam um aerossol com o ar. De todos os percloratos, o perclorato de nitrônio é o mais forte oxidante, porém pode ser facilmente detonado.   